# Grinderman 2
Grinderman 2 è il secondo album della rock band Grinderman, formata da membri dei Nick Cave and The Bad Seeds, pubblicato nel 2010.

## Il disco
Dopo l'uscita, nel 2007, di Grinderman, tutti i membri della band si dedicarono alla pubblicazione del nuovo album dei Nick Cave and The Bad Seeds (di cui tutti loro facevano parte), Dig, Lazarus, Dig!!!, uscito nel 2008. Dopo la fine del tour promozionale per quell'album, entrarono in studio, completando le registrazioni nell'agosto del 2009.
L'album fu pubblicato il 13 settembre del 2010.

## Tracce
Tutti i brani sono dei Grinderman, tutti i testi sono di Nick Cave.
1. Mickey Mouse and the Goodbye Man - 5:42
2. Worm Tamer - 3:14
3. Heathen Child - 5:01
4. When My Baby Comes - 6:50
5. What I Know - 3:21
6. Evil - 2:57
7. Kitchenette - 5:19
8. Palaces of Montezuma - 3:34
9. Bellringer Blues - 5:32

## Musicisti
- Nick Cave - Voce, Chitarra elettrica, Organo, Pianoforte
- Warren Ellis – Violino, Viola, Chitarra acustica, Bouzouki elettrico, Mandolino elettrico
- Martyn P. Casey - Basso, Chitarra acustica
- Jim Sclavunos – Batteria, Percussioni